# 大須賀康高
大須賀康高（1527年—1589年8月4日）是日本戰國時代的武將。德川氏家臣。父親是大須賀正綱。

## 生平
在大永7年（1527年）於三河國額田郡洞村（現今愛知縣岡崎市洞町）出生。最初與女婿榊原康政一同仕於酒井忠尚，不過在忠尚背叛德川家康後，與康政一同轉仕於家康。此後，以旗本先手役身份活動。天正元年（1573年），在遠州馬伏塚阻止武田氏侵攻。天正6年（1578年），姪兒大須賀彌吉（小吉）在攻略高天神城時，因為搶先攻入敵陣而觸怒家康並被命令切腹（『德川實紀』）。天正9年（1581年），在高天神城之戰中的功績被承認。天正10年（1582年），成為遠江橫須賀城城主。受家康賜予松平姓。
在本能寺之變後，於爭奪武田遺領的天正壬午之亂中，與曾根昌世、岡部正綱一同作為先鋒隊，被派遣至保證武田遺臣和有力寺社的所領。
天正12年（1584年），在小牧長久手之戰中，以先鋒身份參戰，追擊羽柴信吉軍，不過受堀秀政反撃而敗走。天正13年（1585年），在進攻真田昌幸時，與井伊直政一同前往救援陷入苦戰的友方（上田合戰）。

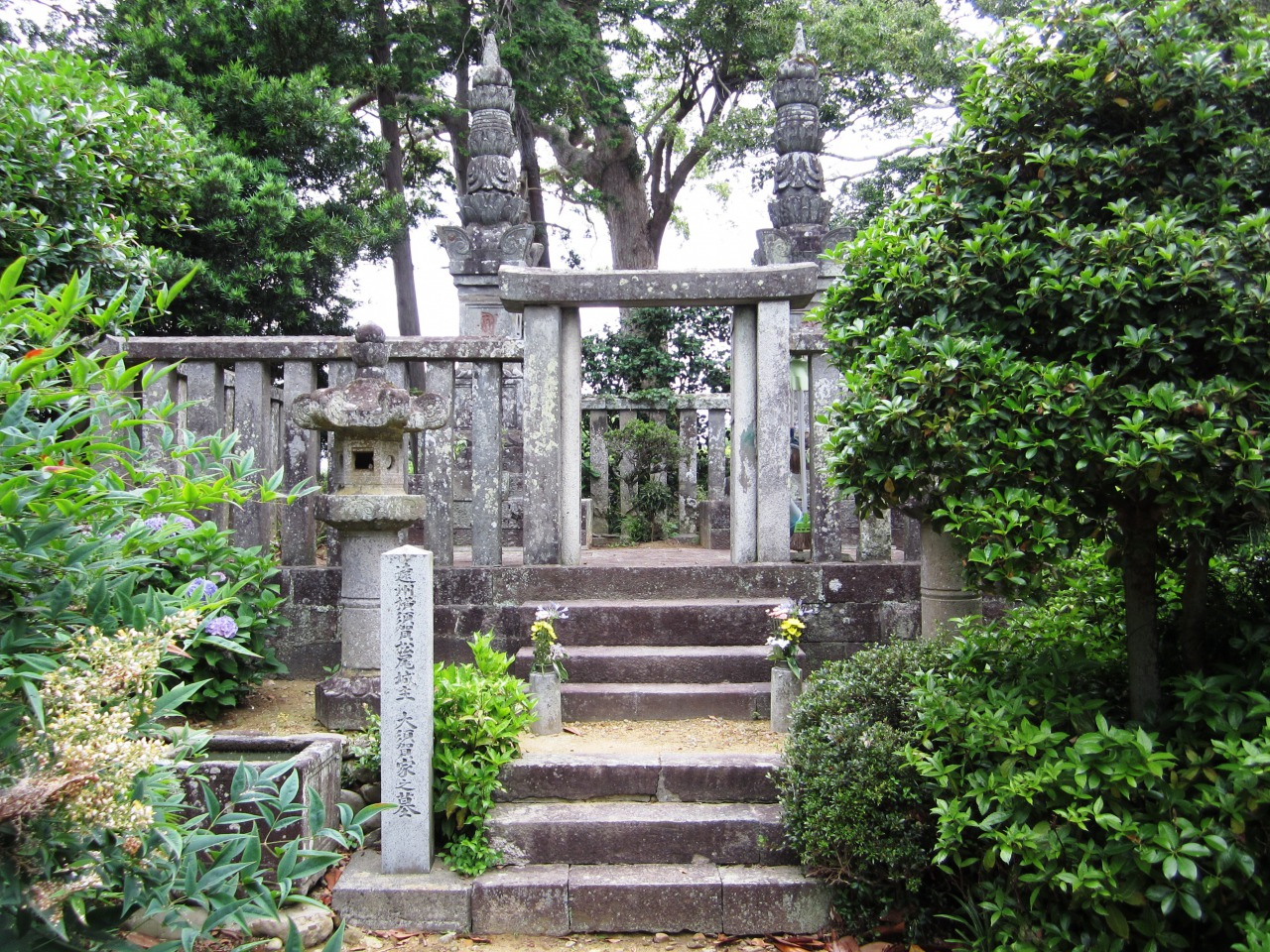
撰要寺的大須賀家之墓。右邊是康高，左邊是養子忠政的墓。靜岡縣指定史跡（撰要寺墓塔群）

在天正17年（1589年）6月23日死去。享年63歲。因為沒有嗣子，迎女兒與榊原康政的兒子忠政為養子，以其為後繼人。實子信高則成為僧人，在慶長8年（1603年）在城下建立善福寺。

## 人物
- 雖然是德川氏新加入的家臣，因為在家中立下許多武功，被列為德川二十將之一。因為大須賀氏在後來被榊原氏吸收，沒有太多記錄流傳，不過實際上，立下的武功可與德川三傑和大久保忠世、鳥居元忠相比。

## 外部連結
- 武家家伝＿大須賀氏 （页面存档备份，存于）
- 静岡県掛川市 史跡 （页面存档备份，存于）